# Censier – Daubenton (stanice metra v Paříži)

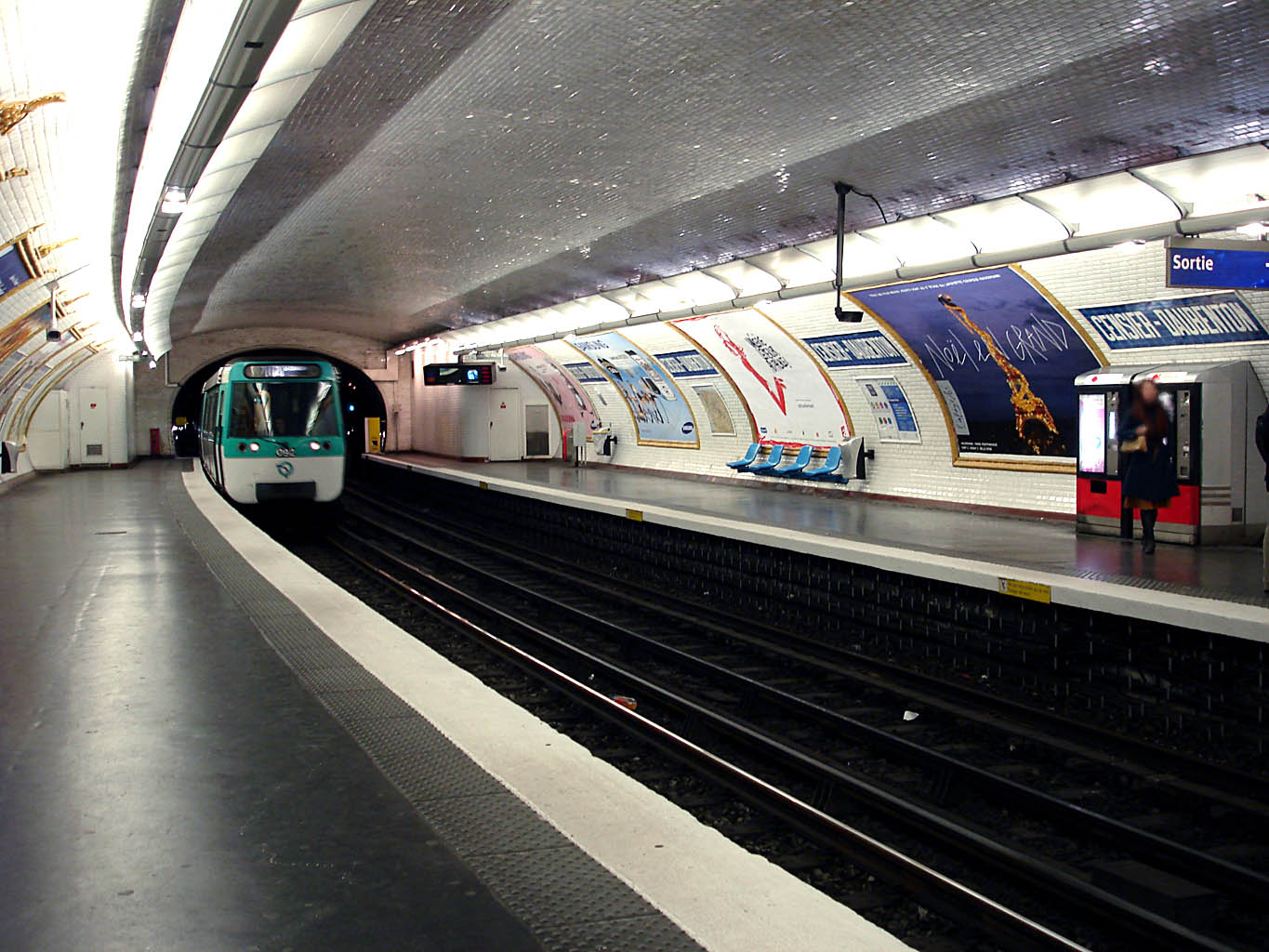
Nástupiště na stanici

Censier – Daubenton je nepřestupní stanice pařížského metra na lince 7 v 5. obvodu v Paříži. Nachází se pod ulicí Rue Monge.

## Historie
Stanice byla otevřena 15. února 1910 jako součást linky 10 v úseku Odéon ↔ Place d'Italie. 26. dubna 1931 byla část linky 10 od Place Monge do Porte de Choisy a s ní i stanice Censier – Daubenton připojena k lince 7.

## Název
Do roku 1965 se stanice nazývala Censier – Daubenton – Halle aux cuirs (neboli tržnice s kůžemi) podle místa, kde koželuzi podél řeky Bièvry zpracovávali a prodávali kůže.
Současné jméno stanice se skládá ze dvou částí a je odvozeno od názvů přilehlých ulic Rue Censier a Rue Daubenton. Jméno prvé ulice vzniklo zkomolením původního názvu Cul-de-sac sans Chef (neboli Slepá ulice bez šéfa). Louis Jean Marie Daubenton (1716–1800) byl přírodovědec, který byl prvním ředitelem nedalekého Národního přírodovědeckého muzea.

## Zajímavosti v okolí
- Kostel svatého Medarda
- Muséum national d'histoire naturelle – Národní přírodovědecké muzeum
- Rue Mouffetard – jedna z nejstarších ulic v Paříži; koná se zde pravidelný trh